# ژونگ جینیو
ژونگ جینیو (انگلیسی: Zhong Jinyu؛ زادهٔ ۵ آوریل ۱۹۸۳) بازیکن فوتبال اهل چین است.
وی همچنین در تیم ملی فوتبال زنان چین بازی کرده‌است.